# Royaume de Blois
Pour les articles homonymes, voir Blois (homonymie).
410 – vers 486
Entités précédentes :
- Pagus Blesensis (Empire romain)

Entités suivantes :
- Comté de Blois (royaumes francs)

Le royaume de Blois était un territoire autonome ou semi-autonome breton, créé sur la Loire au début du Ve siècle par le chef breton Ivomadus.
L'existence de ce royaume n'est attestée que par une source tardive, la Chronique des Comtes d'Anjou, rédigée au XIIe siècle.

## Histoire
Dès le IIIe siècle, en Gaule romaine, des peuples de l'est du Rhin commettent razzias et des pillages, quand certains pactisent avec l'Empire et signent des fœdus, en échange de terres à protéger. L’Armorique, située dans la province de Lyonnaise III, est d'abord épargnée mais des raids pirates par la Loire (Irlandais et Saxons ; prise de Nantes par les Frisons vers 275) et la pression des Francs au nord, concrétisée par les expéditions de Childéric Ier puis Clovis Ier, forcent l'Empire romain à installer des colonies bretonnes tout au long de la basse Loire (la toponymie relève 60 noms fondés sur la racine brit-). Au début du Ve siècle, le chef franc Odo ou Boso, "consul" de Chartres, est expulsé des murs de Blois par un conquérant breton, Ivomadus, à la tête de mille hommes.
Les Bretons tiendront longtemps la zone, plus tard enclavée par les Francs : cet état semi-indépendant s'est maintenu dans la vallée de la Loire qu'il contrôlait, sans doute allié au royaume de Soissons jusqu'à sa conquête par Clovis, entre 481 et 491.